# Vitryggig trast
Vitryggig trast (Turdus kessleri) är en asiatisk fågel i familjen trastar inom ordningen tättingar.

## Utseende och läte
Vitryggig trast är en 27 cm lång trast. Hanen är svart på huvud och vingar, gräddvit på mantel och bröstband samt kastanjefärgad på rygg och buk. Honan är istället brunaktig på huvud och vingar, blek på mantel och bröstband samt ingefärsbrun på buken. Sången består av lugnt framförda jamande och klagande fraser, påminnande om dubbeltrast.

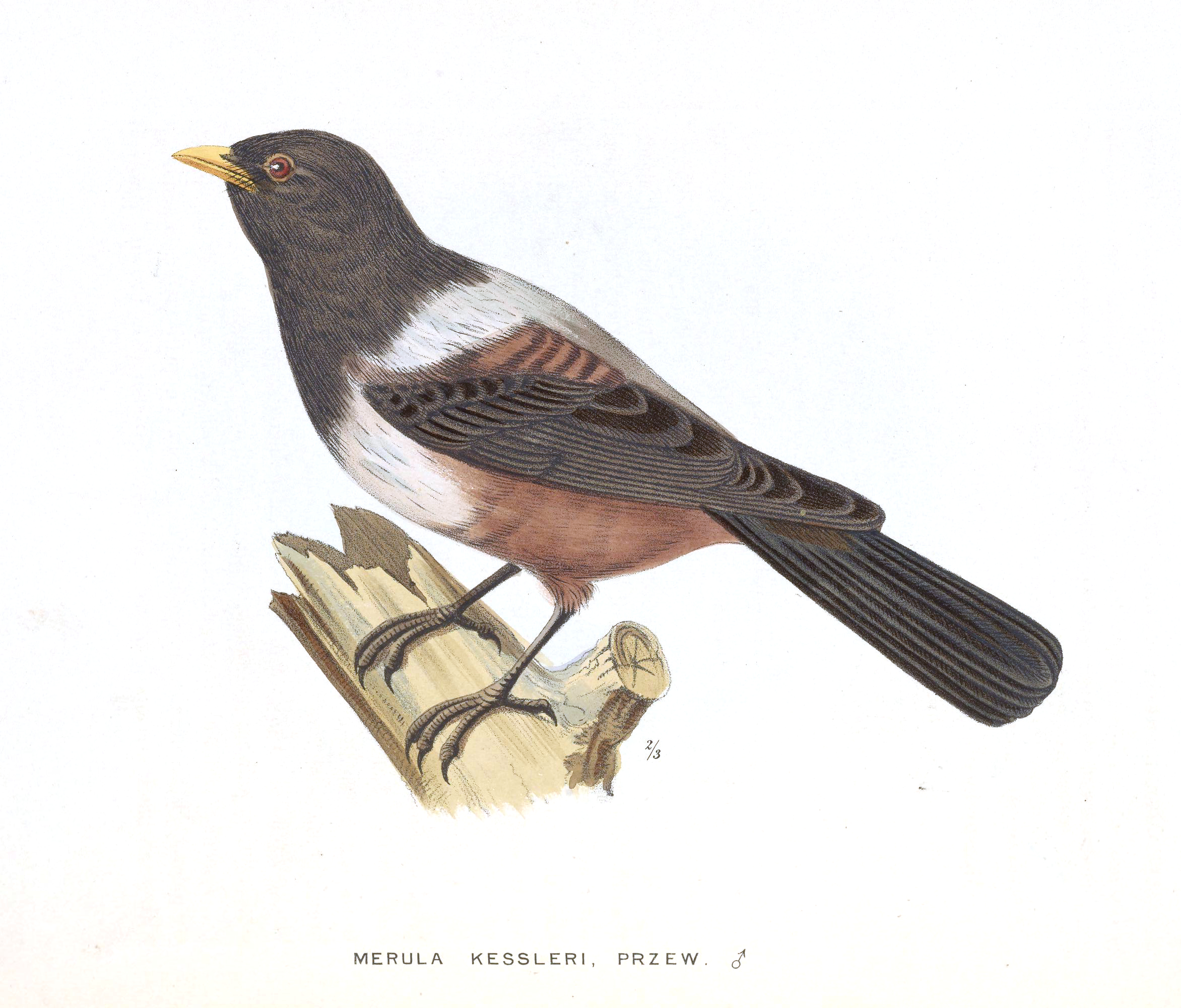

## Utbredning och systematik
Vitryggig trast förekommer i Himalaya i västra Kina (Gansu till Sichuan). Vintertid ses den också i sydöstra Xizang och förmodligen i nordöstra Indien (Arunachal Pradesh). Tillfälligt har den påträffasts i Bhutan och Nepal. Den behandlas som monotypisk, det vill säga att den inte delas in i några underarter.

## Levnadssätt
Vitryggig trast häckar i klippiga buskmarker med exempelvis rhododendron och en på bergssluttningar mellan 3600 och 4500 meters höjd. Den födosöker mestadels på marken, sommartid efter insekter och maskar, bär på hösten och vintertid mestadels bär från Juniperus squamata. Fågeln häckar mellan början eller mitten av maj till början av augusti. Den lägger troligen endast en kull och är social under häckningstid, påminnande om björktrasten. Arten är stannfågel i många områden, men är på andra platser en halvnomadisk flyttfågel.

## Status och hot
Arten har ett stort utbredningsområde och en stor population med stabil utveckling och tros inte vara utsatt för något substantiellt hot. Utifrån dessa kriterier kategoriserar internationella naturvårdsunionen IUCN arten som livskraftig (LC). Världspopulationen har inte uppskattats men den beskrivs som generellt ganska sällsynt, dock sällsynt till lokalt vanlig i västra delen av utbredningsområdet.

## Namn
Fågelns vetenskapliga artnamn hedrar Karl Thedorovich Kessler (1815-1881), tyskrysk zoolog, upptäcktsresande och samlare av specimen. Fram tills nyligen kallades den även kesslertrast på svenska, men justerades 2022 till ett enklare och mer informativt namn av BirdLife Sveriges taxonomikommitté.